# Melogale subaurantiaca
Melogale subaurantiaca — вид хижих ссавців із родини мустелових. Ендемік Тайваню. 
Раніше вид вважався підвидом M. moschata, але генетичне дослідження 2019 року показало, що це окремі види.